# Der Traumhändler
Der Traumhändler ist ein 2016 veröffentlichtes brasilianisches Gesellschaftsdrama von Jayme Monjardim. In den Hauptrollen sind César Troncoso und Dan Stulbach zu sehen. Er ist in Deutschland seit Oktober 2022 im Programm von Netflix verfügbar.

## Handlung
Der Film erzählt die Geschichte eines Psychologen, der sich das Leben nehmen will, aber schließlich auf einen überraschenden Retter trifft, mit dem er sich anfreundet. Dieser zeigt ihm mithilfe zufällig auftretender Umstände die Wertschätzung des Lebens und dessen besonderen kleinen Augenblicke auf, um ihm damit eine erweiterte Sichtweise zu vermitteln.